# لقاح الكوليرا

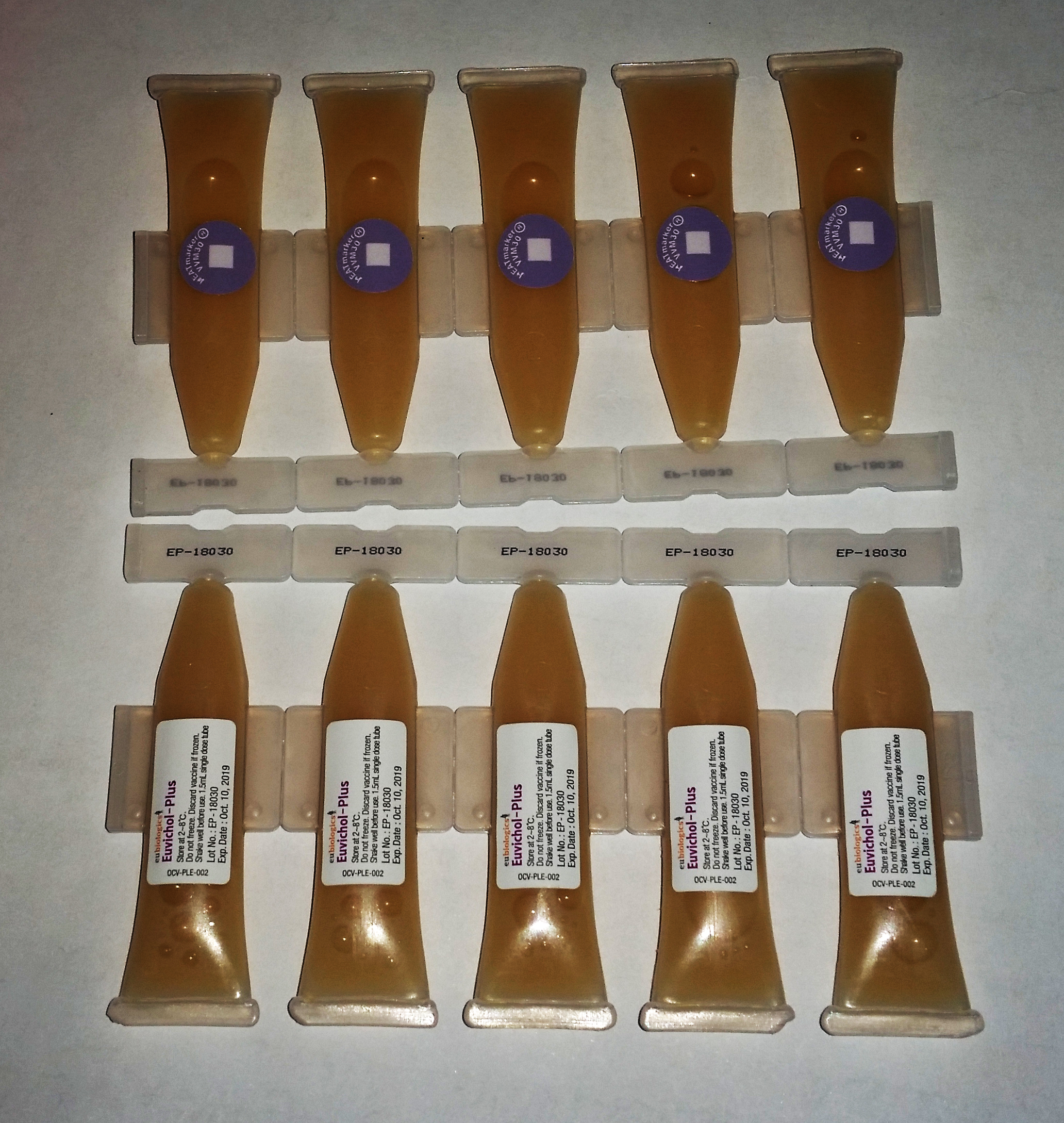
لقاح الكوليرا الفموي Euvichol صنع بواسطة شركة EuBiologics الكورية.

لقاح الكوليرا هو لقاح يستخدم للوقاية من الكوليرا.
ويستخدم اللقاح بشكل كبير من قبل السائحين والزائرين للمناطق حيث يوجد احتمال كبير للإصابة بوباء الكوليرا. ومع ذلك، فاللقاح لا يوفر الحصانة الكاملة من المرض بنسبة 100%، وينبغي أيضا اتخاذ احتياطات النظافة الغذائية في الاعتبار عند زيارة منطقة يوجد فيها احتمال كبير للإصابة بوباء الكوليرا.
لقاح الكوليرا هو لقاح فعال يستخدم للوقاية من الكوليرا. ويكون فعالاً بنسبة 85% تقريباً خلال الأشهر الستة الأولى، وبنسبة 50-60% تقريباً خلال السنة الأولى وتنخفض الفعالية بنسبة تقل عن 50% بعد السنتين الأولى والثانية عندما يتم تحصين عدد كبير من السكان ضد المرض، فقد يستفيد أولئك الذين لم يتم تحصينهم من مناعة القطيع. وتوصي منظمة الصحة العالمية باستخدام اللقاح مع اتخاذ الاحتياطات الضرورية الأخرى تجاه أولئك المعرضين للخطر الأكبر من الإصابة. وينصح عادة بتناول اللقاح بشكله الفموي بمقدار جرعتين إلى ثلاثة. كما يتوفر اللقاح بشكله القابل للحقن في بعض المناطق في العالم بشكل محدود.

## مأمونية اللقاح
يعتبر كلا النوعين المتوفرين من اللقاح الفموي آمنين بشكل عام. وقد يشعر المتلقي ببعض الآلام الباطنية أو يصاب بالإسهال، إلا أن أي منهما لا يحمل آثاراً ضارة على الحمل أو على من يعانون من ضعف وظيفة الجهاز المناعي. وهي مرخصة للاستخدام في أكثر من 60 دولة. كما يظهر أن استخدامها في الدول التي يشيع فيها المرض يعتبر فعالاً من حيث التكلفة.

## مجتمعياً وثقافياً
تم تطوير أول أشكال اللقاح التي استخدمت ضد الكوليرا في أواخر القرن التاسع عشر، وقد كانت أول أنواع اللقاح المستخدمة بشكل واسع التي كان يتم تحضيرها داخل مختبر. بدأ استخدام الشكل الفموي من اللقاح لأول مرة في بدايات القرن العشرين، وتم إدراجه ضمن قائمة الأدوية الأساسية المعتمدة لدى منظمة الصحة العالمية, بصفته الدواء الأهم الضروري في أي نظام صحي أساسي. وتبلغ تكلفة التحصين ضد الكوليرا ما بين 0.1 و 4.0 دولار أمريكي.
ويتم حاليًا استخدام لقاح الكوليرا في فيتنام.، كما أنه يتوفر للمسافرين في إيطاليا، لكن ليس في فرنسا.
وعلى الرغم من أن الحماية الملاحظة وصفت بأنها "متوسطة"، فإنها من الممكن أن تضاعف مناعة القطيع حسب فعالية التطعيم. وبذلك، وعلى الرغم من أن اللقاح يمكن أن يكون خطيراً على الأطفال؛ فإن إعطاء اللقاح للبالغين يمكن أن يساهم في حماية الأطفال بشكل غير مباشر.

## لقاح الكوليرا الفموي
لقد أصبح استخدام اللقاحات الفموية المضادة للكوليرا أمراً مقبولاً ولكنه يظل من التحديات المطروحة. فلا يوجد للآن دليل محدد على فائدة اللقاحات الفموية المضادة للكوليرا في بيئات توطنها. وتجرى دراسات تدخلية لإثبات نجاحها كأداة من أدوات الصحة العمومية.
يسمى لقاح الكوليرا صالحة للشرب، بـدوكورال، كما أنه يحمي ضد إسهال المسافرين.